# Lista de clubes de futebol mais ricos
Esta é uma lista dos clubes de futebol mais ricos do mundo classificados pela revista Forbes em dólares americanos.

## Classificação atual
Em 12 de abril de 2021
| Classificação atual | Classificação anterior | Time                | Pais          | Valor (US$ milhões) | % de mudança por ano | Dívida como % do valor | Receita (US$ milhões) | Receita operacional (US$ milhões) |
| ------------------- | ---------------------- | ------------------- | ------------- | ------------------- | -------------------- | ---------------------- | --------------------- | --------------------------------- |
| 1                   | 2                      | Barcelona           | Espanha       | 5 760               | 18                   | 6                      | 792                   | 62                                |
| 2                   | 1                      | Real Madrid         | Espanha       | 5 750               | 12                   | 6                      | 792                   | 92                                |
| 3                   | 4                      | FC Bayern München   | Alemanha      | 4 215               | 39                   | 0                      | 703                   | 49                                |
| 4                   | 3                      | Manchester United   | Inglaterra    | 4 200               | 10                   | 16                     | 643                   | 167                               |
| 5                   | 8                      | Liverpool           | Inglaterra    | 4 100               | 88                   | 2                      | 619                   | 62                                |
| 6                   | 5                      | Manchester City     | Inglaterra    | 4 000               | 49                   | 0                      | 609                   | -2                                |
| 7                   | 6                      | Chelsea             | Inglaterra    | 3 200               | 24                   | 0                      | 520                   | 35                                |
| 8                   | 7                      | Arsenal             | Inglaterra    | 2 800               | 23                   | 7                      | 430                   | 47                                |
| 9                   | 11                     | Paris Saint-Germain | França        | 2 500               | 129                  | 0                      | 599                   | -5                                |
| 10                  | 9                      | Tottenham Hotspur   | Inglaterra    | 2 300               | 42                   | 39                     | 494                   | 134                               |
| 11                  | 10                     | Juventus            | Itália        | 1 950               | 29                   | 16                     | 441                   | -14                               |
| 12                  | 13                     | Borussia Dortmund   | Alemanha      | 1 900               | 112                  | 0                      | 405                   | 15                                |
| 13                  | 12                     | Atlético Madrid     | Espanha       | 1 000               | 5                    | 26                     | 368                   | 62                                |
| 14                  | 15                     | Internazionale      | Itália        | 743                 | 11                   | 8                      | 323                   | 13                                |
| 15                  | 19                     | Everton             | Inglaterra    | 658                 | 38                   | 0                      | 235                   | 15                                |
| 16                  | 18                     | Milan               | Itália        | 559                 | -4                   | 4                      | 165                   | -92                               |
| 17                  | 16                     | Roma                | Itália        | 548                 | -12                  | 56                     | 156                   | -108                              |
| 18                  | 17                     | West Ham United     | Inglaterra    | 508                 | -18                  | 18                     | 175                   | -24                               |
| 19                  | 20+                    | Leicester           | Inglaterra    | 455                 | -                    | 17                     | 189                   | -49                               |
| 20                  | 20+                    | Ajax                | Países Baixos | 413                 | -                    | 2                      | 172                   | 2                                 |

## Primeiro colocado por ano
| Year | Team              | Liga           | Valor (US$ milhões) |
| ---- | ----------------- | -------------- | ------------------- |
| 2021 | Barcelona         | La Liga        | 5 760               |
| 2019 | Real Madrid       | La Liga        | 5 239               |
| 2018 | Manchester United | Premier League | 4 123               |
| 2017 | Manchester United | Premier League | 3 690               |
| 2016 | Real Madrid       | La Liga        | 3 645               |
| 2015 | Real Madrid       | La Liga        | 3 260               |
| 2014 | Real Madrid       | La Liga        | 3 440               |
| 2013 | Real Madrid       | La Liga        | 3 300               |
| 2012 | Manchester United | Premier League | 2 235               |
| 2011 | Manchester United | Premier League | 1 864               |
| 2010 | Manchester United | Premier League | 1 835               |
| 2009 | Manchester United | Premier League | 1 870               |
| 2008 | Manchester United | Premier League | 1 800               |
| 2007 | Manchester United | Premier League | 1 453               |

## Outros anos

### Lista 2019
Em 29 de maio de 2019
| Classificação atual | Classificação anterior | Time                | Pais       | Valor (US$ milhões) | % de mudança por ano | Dívida como % do valor | Receita (US$ milhões) |
| ------------------- | ---------------------- | ------------------- | ---------- | ------------------- | -------------------- | ---------------------- | --------------------- |
| 1                   | 3                      | Real Madrid         | Espanha    | 4 239               | 4                    | 1                      | 896                   |
| 2                   | 2                      | Barcelona           | Espanha    | 4 205               | -1                   | 8                      | 824                   |
| 3                   | 1                      | Manchester United   | Inglaterra | 3 808               | -8                   | 19                     | 795                   |
| 4                   | 4                      | FC Bayern München   | Alemanha   | 3 024               | -1                   | 0                      | 751                   |
| 5                   | 5                      | Manchester City     | Inglaterra | 2 688               | 9                    | 0                      | 678                   |
| 6                   | 7                      | Chelsea             | Inglaterra | 2 576               | 25                   | 0                      | 597                   |
| 7                   | 3                      | Arsenal             | Inglaterra | 2 268               | 1                    | 11                     | 520                   |
| 8                   | 8                      | Liverpool           | Inglaterra | 2 183               | 12                   | 3                      | 613                   |
| 9                   | 10                     | Tottenham Hotspur   | Inglaterra | 1 624               | 4                    | 4                      | 511                   |
| 10                  | 9                      | Juventus            | Itália     | 1 512               | 3                    | 9                      | 480                   |
| 11                  | 11                     | Paris Saint-Germain | França     | 1 092               | 12                   | 0                      | 646                   |
| 12                  | 14                     | Atlético Madrid     | Espanha    | 953                 | 12                   | 23                     | 363                   |
| 13                  | 12                     | Borussia Dortmund   | Alemanha   | 896                 | -1                   | 0                      | 379                   |
| 14                  | 16                     | Schalke 04          | Alemanha   | 683                 | -3                   | 12                     | 291                   |
| 15                  | 18                     | Internazionale      | Itália     | 672                 | 11                   | 50                     | 335                   |
| 16                  | 17                     | Roma                | Itália     | 622                 | 1                    | 41                     | 298                   |
| 17                  | 15                     | West Ham United     | Inglaterra | 616                 | -18                  | 10                     | 236                   |
| 18                  | 13                     | Milan               | Itália     | 583                 | -5                   | 42                     | 248                   |
| 19                  | 20+                    | Everton             | Inglaterra | 476                 | 32                   | 0                      | 254                   |
| 20                  | 20+                    | Newcastle United    | Inglaterra | 381                 | -                    | 0                      | 240                   |

### Lista 2018
Lista de 12 de Junho de 2018.
| #  | Time              | Pais       | Valor (US$ milhões) | % Mudança por ano | Receita (€ milhões) |
| -- | ----------------- | ---------- | ------------------- | ----------------- | ------------------- |
| 1  | Manchester United | Inglaterra | 4 123               | 12                | 676,3               |
| 2  | Real Madrid       | Espanha    | 4 088               | 14                | 674,6               |
| 3  | Barcelona         | Espanha    | 4 064               | 12                | 648,3               |
| 4  | FC Bayern München | Alemanha   | 3 063               | 13                | 587,8               |
| 5  | Manchester City   | Inglaterra | 2 474               | 19                | 527,7               |
| 6  | Arsenal           | Inglaterra | 2 238               | 16                | 487,6               |
| 7  | Chelsea           | Inglaterra | 2 062               | 12                | 428,0               |
| 8  | Liverpool         | Inglaterra | 1 944               | 30                | 424,2               |
| 9  | Juventus          | Itália     | 1 472               | 17                | 405,7               |
| 10 | Tottenham Hotspur | Inglaterra | 1 237               | 17                | 306,3               |

### Lista 2015
Lista de 6 de Maio de 2015.
| #  | Time                | Pais       | Valor (US$ milhões) | % Mudança por ano | Receita (US$ milhões) |
| -- | ------------------- | ---------- | ------------------- | ----------------- | --------------------- |
| 1  | Real Madrid         | Espanha    | 3 260               | 1                 | 746                   |
| 2  | Barcelona           | Espanha    | 3 160               | -                 | 657                   |
| 3  | Manchester United   | Inglaterra | 3 100               | 10                | 703                   |
| 4  | FC Bayern München   | Alemanha   | 2 350               | 27                | 661                   |
| 5  | Manchester City     | Inglaterra | 1 380               | 60                | 562                   |
| 6  | Chelsea             | Inglaterra | 1 370               | 58                | 526                   |
| 7  | Arsenal             | Inglaterra | 1 310               | -2                | 487                   |
| 8  | Liverpool           | Inglaterra | 982                 | 39                | 415                   |
| 9  | Juventus            | Itália     | 837                 | -2                | 379                   |
| 10 | Milan               | Itália     | 775                 | -9                | 339                   |
| 11 | Borussia Dortmund   | Alemanha   | 700                 | 17                | 355                   |
| 12 | Paris Saint-Germain | França     | 634                 | 53                | 643                   |
| 13 | Tottenham Hotspur   | Inglaterra | 600                 | 17                | 293                   |
| 14 | Schalke 04          | Alemanha   | 572                 | -1                | 290                   |
| 15 | Internazionale      | Itália     | 439                 | -9                | 222                   |
| 16 | Atlético Madrid     | Espanha    | 436                 | 33                | 231                   |
| 17 | Napoli              | Itália     | 353                 | 19                | 224                   |
| 18 | Newcastle United    | Inglaterra | 349                 | N/A               | 210                   |
| 19 | West Ham United     | Inglaterra | 309                 | N/A               | 186                   |
| 20 | Galatasaray         | Turquia    | 294                 | -15               | 220                   |

### Lista 2014
Lista de 15 de Julho de 2014.
| #  | Time                | Pais       | Valor (US$ milhões) | % Mudança por ano | Receita (US$ milhões) |
| -- | ------------------- | ---------- | ------------------- | ----------------- | --------------------- |
| 1  | Real Madrid         | Espanha    | 3,440               | 4                 | 675                   |
| 2  | FC Barcelona        | Espanha    | 3,200               | 23                | 627                   |
| 3  | Manchester United   | Inglaterra | 2,810               | -11               | 551                   |
| 4  | FC Bayern München   | Alemanha   | 1,850               | 41                | 561                   |
| 5  | Arsenal             | Inglaterra | 1,331               | 0                 | 370                   |
| 6  | Chelsea             | Inglaterra | 868                 | -4                | 394                   |
| 7  | Manchester City     | Inglaterra | 863                 | 25                | 411                   |
| 8  | Milan               | Itália     | 856                 | -9                | 343                   |
| 9  | Juventus            | Itália     | 850                 | 22                | 354                   |
| 10 | Liverpool           | Inglaterra | 704                 | 6                 | 313                   |
| 11 | Borussia Dortmund   | Alemanha   | 599                 | 31                | 333                   |
| 12 | Schalke 04          | Alemanha   | 580                 | 16                | 258                   |
| 13 | Tottenham Hotspur   | Inglaterra | 514                 | -1                | 224                   |
| 14 | Internazionale      | Itália     | 483                 | 20                | 219                   |
| 15 | Paris Saint-Germain | França     | 415                 | N/A               | 518                   |
| 16 | Galatasaray         | Turquia    | 347                 | N/A               | 204                   |
| 17 | Atlético Madrid     | Espanha    | 328                 | 33                | 156                   |
| 18 | Hamburgo            | Alemanha   | 326                 | 9                 | 176                   |
| 19 | Roma                | Itália     | 307                 | 19                | 162                   |
| 20 | Napoli              | Itália     | 296                 | -10               | 156                   |

### Lista 2013
Lista de 17 de Abril de 2013.
| #  | Time              | Pais       | Valor (US$ milhões) | % Mudança por ano | Receita (US$ milhões) |
| -- | ----------------- | ---------- | ------------------- | ----------------- | --------------------- |
| 1  | Real Madrid       | Espanha    | 3,300               | 76                | 650                   |
| 2  | Manchester United | Inglaterra | 3,165               | 42                | 502                   |
| 3  | Barcelona         | Espanha    | 2,600               | 99                | 613                   |
| 4  | Arsenal           | Inglaterra | 1,326               | 3                 | 368                   |
| 5  | FC Bayern München | Alemanha   | 1,309               | 6                 | 468                   |
| 6  | Milan             | Itália     | 945                 | -4                | 326                   |
| 7  | Chelsea           | Inglaterra | 901                 | 18                | 409                   |
| 8  | Juventus          | Itália     | 694                 | 17                | 248                   |
| 9  | Manchester City   | Inglaterra | 689                 | 35                | 362                   |
| 10 | Liverpool         | Inglaterra | 651                 | 5                 | 296                   |
| 11 | Tottenham Hotspur | Inglaterra | 520                 | -8                | 226                   |
| 12 | Schalke 04        | Alemanha   | 498                 | -15               | 221                   |
| 13 | Borussia Dortmund | Alemanha   | 436                 | 16                | 240                   |
| 14 | Internazionale    | Itália     | 401                 | -18               | 236                   |
| 15 | Lyon              | França     | 368                 | -4                | 167                   |
| 16 | Corinthians       | Brasil     | 358                 | -                 | 119                   |
| 17 | Napoli            | Itália     | 330                 | 16                | 188                   |
| 18 | Hamburgo          | Alemanha   | 300                 | -16               | 154                   |
| 19 | Marseille         | França     | 285                 | -18               | 167                   |
| 20 | Newcastle United  | Inglaterra | 263                 | 9                 | 146                   |

### Lista 2011
Lista de Abril de 2011
| #  | Clube             | País       | Valor (US$ milhões) | % mudança por ano | Receita (US$ milhões) |
| -- | ----------------- | ---------- | ------------------- | ----------------- | --------------------- |
| 1  | Manchester United | Inglaterra | 1,864               | 1                 | 428                   |
| 2  | Real Madrid       | Espanha    | 1,451               | 10                | 537                   |
| 3  | Arsenal           | Inglaterra | 1,192               | 1                 | 336                   |
| 4  | FC Bayern München | Alemanha   | 1,048               | 6                 | 396                   |
| 5  | Barcelona         | Espanha    | 975                 | -2                | 488                   |
| 6  | Milan             | Itália     | 838                 | 5                 | 289                   |
| 7  | Chelsea           | Inglaterra | 658                 | 2                 | 313                   |
| 8  | Juventus          | Itália     | 628                 | -4                | 251                   |
| 9  | Liverpool         | Inglaterra | 552                 | -33               | 276                   |
| 10 | Internazionale    | Itália     | 441                 | 7                 | 275                   |
| 11 | Tottenham Hotspur | Inglaterra | 412                 | 11                | 179                   |
| 12 | Schalke           | Alemanha   | 377                 | -2                | 171                   |
| 13 | Lyon              | França     | 358                 | 8                 | 179                   |
| 14 | Hamburg           | Alemanha   | 340                 | 3                 | 179                   |
| 15 | Manchester City   | Inglaterra | 291                 | 13                | 153                   |
| 16 | Stuttgart         | Alemanha   | 281                 | 0                 | 141                   |
| 17 | Werder Bremen     | Alemanha   | 279                 | 2                 | 147                   |
| 18 | Marseille         | França     | 277                 | 6                 | 173                   |
| 19 | Atlético Madrid   | Espanha    | 275                 | 6                 | 153                   |
| 20 | Borussia Dortmund | Alemanha   | 260                 | -1                | 124                   |